# Ди Нойя, Джозеф Августин
Джозеф Августин Ди Нойя (англ. Joseph Augustine Di Noia; род. 10 июля 1943, Нью-Йорк, США) — американский прелат и богослов, доминиканец, ватиканский и куриальный сановник, видный член Римской Курии. Заместитель Секретаря Конгрегации доктрины веры с 4 апреля 2002 по 16 июня 2009. Титулярный архиепископ Орегона с 16 июня 2009. Секретарь Конгрегации богослужения и дисциплины таинств с 16 июня 2009 по 26 июня 2012. Вице-председатель Папской Комиссии Ecclesia Dei с 26 июня 2012 по 21 сентября 2013. Адъюнкт-секретарь Конгрегации доктрины веры с 21 сентября 2013 по 10 июля 2023.

## Ранняя жизнь
Джозеф Августин Ди Нойя родился 10 июля 1943 года в Нью-Йорке, США. Член доминиканской восточной провинции Святого Иосифа, отец Ди Нойя посещал Колледж Провидения в 1961-1963 годах. Ди Нойя был рукоположён в священники 4 июня 1970 года, и преподавал богословие в Колледже Провидения с 1971 года по 1974 год. Ди Нойя заработал докторантуру в Йельском университете в 1980 году с диссертацией на тему: «Католическое богословие религий и межрелигиозный диалог». Позднее преподавал богословие в течение 20 лет в Доминиканском образовательном колледже и был редактором журнала «Томист». Был директором-основателем Межкультурного Форума Культурного Центра Иоанна Павла II в Вашингтоне. Ди Нойя имеет четыре степени богословия или аттестата, включая три от Колледжа Святого Стефана в Довере, штат Массачусетс.
До своей работы в Культурном Центре папы Иоанна Павла II, Ди Нойя служил в течение семи лет руководителем Секретариата доктрины и пасторских методов национальной конференции католических епископов (теперь Конференция католических епископов США).
В 1998 году Ди Нойя получил от Доминиканского ордена титул магистра Священного Богословия. С 1997 года по 2002 год он был членом Международной Теологической Комиссии.

## В Римской Курии
4 апреля 2002 года Ди Нойя был назначен заместителем Секретаря Конгрегации Доктрины Веры. А 16 июня 2009 года он стал Секретарём Конгрегации Богослужения и Дисциплины Таинств и был назван архиепископом.
11 июля 2009 года, на следующий день после своего 66-го дня рождения, Ди Нойя получил епископскую ординацию от кардинала Уильяма Джозефа Левады — префекта Конгрегации Доктрины Веры, архиепископа Вашингтона Дональда Вюрла и бывшего архиепископа Луисвилла Томаса Келли, доминиканца, в базилике Непорочного Зачатия Девы Марии в Вашингтоне. Кардинал Антонио Каньисарес Льовера, префект Конгрегации Богослужения и Дисциплины Таинств, как ожидалось, должен был помогать в ординации своего нового секретаря, однако он испытывал «визовые затруднения» и не смог подняться на борт самолета в Риме. Архиепископ Келли был духовным наставником архиепископа Ди Нойи как семинариста в Доминиканском образовательном колледже в Вашингтоне.
Титулярная епархия, на которую он был назначен, это город Орегон. Как резиденциальная епархия, она была одной из двух старейших митрополичьих епархий (наряду с Нью-Йорком) в Соединенных Штатах Америки после Балтимора, первая епархия (а позднее первая архиепархия) в Соединенных Штатах Америки. Она стала митрополичьей архиепархией в 1850 году, но епархия была перемещена в Портленд в 1928 году. Город Орегон стал титулярной архиепархией в 1996 году, но архиепископ Ди Нойя — первый прелат которому она была назначена.
Архиепископ Ди Нойя также является рядовым членом Папской академии Святого Фомы Аквинского. В мае 2011 года архиепископ Ди Нойя был назначен консультантом Конгрегации Доктрины Веры.
26 июня 2012 года архиепископ Ди Нойя был назначен на пост вице-председателя Папской Комиссии Ecclesia Dei, уйдя с поста Секретаря Конгрегации Богослужения и Дисциплины Таинств.
21 сентября 2013 года назначен адъюнкт-секретарём Конгрегации доктрины веры.

## Книги
- The Diversity of Religions: A Christian Perspective (Catholic University of America Press, 1992);
- The Love That Never Ends: A Key to the Catechism of the Catholic Church (Our Sunday Visitor Press, 1996).